# Jordbävningen i Petrinja 2020
Jordbävningen i Petrinja 2020 (kroatiska: Potres u Petrinji 2020.) eller jordbävningen vid Petrinja 2020 (Potres kod Petrinje 2020.) var en jordbävning i Kroatien som inträffade klockan 12:19 tisdagen den 29 december 2020. Den hade en magnitud på 6,4 på richterskalan och sitt epicentrum cirka 3 kilometer sydväst om Petrinja. Jordbävningen orsakade stora materiella skador i Petrinja och flera andra orter i Sisak-Moslavinas län, däribland Sisak och Glina. 7 personer omkom och 26 skadades i jordskalvet. 
Jordbävningen i Petrinja var den starkaste jordbävningen som inträffat i Kroatien sedan tillkomsten av moderna seismologiska instrument. Den föregicks dagen innan av förskalv varav det starkaste hade en magnitud på 5,2 på richterskalan. Huvudskalvet den 29 december kändes i flera andra länder (däribland Bosnien och Hercegovina, Italien, Serbien, Slovakien, Slovenien, Tjeckien, Ungern och Österrike) och åtföljdes av mindre efterskalv varav det starkaste hade en magnitud på 4,8.